# Zhang Hui (koszykarka)
Zhang Hui (chiń. upr. 张惠; chiń. trad. 張惠; pinyin Zhāng Huì; ur. 29 września 1959 w Jiangsu) – chińska koszykarka, występująca na pozycji rozgrywającej, reprezentantka kraju, multimedalistka międzynarodowych imprez koszykarskich.

## Osiągnięcia
Na podstawie, o ile nie zaznaczono inaczej.

### Reprezentacja
- Mistrzyni igrzysk azjatyckich (1982)
- Brązowa medalistka:
  - olimpijska (1984)[3][4][5]
  - mistrzostw świata (1983)[6]
- Uczestniczka kwalifikacji olimpijskich (1984 – 1. miejsce)[7]